# جيف برادفورد (مغني)
جيف برادفورد (بالإنجليزية: Geoff Bradford)‏ هو مغني وكاتب أغاني بريطاني، ولد في 13 يناير 1934 في إيزلينغتون ‏ في المملكة المتحدة، وتوفي في 24 مارس 2014 في منطقة أنفيلد في المملكة المتحدة.